# Farida Jalal
Farida Tabrez Barmavar née Jalal  (ur. 18 maja 1949 w Nowym Delhi) – bollywoodzka aktorka grająca w filmach indyjskich od 1960 roku. Otrzymała Nagrodę Filmfare dla Najlepszej Aktorki Drugoplanowej w 1972 za rolę w filmie Paras, w 1991 za Henna, w 1996 za rolę w filmie Żona dla zuchwałych, a w 1995 Nagrodę Filmfare Krytyków dla Najlepszej Aktorki za Mammo. Mężem jej był aktor Tabrez Barmavar, zmarły w 2003 roku. Ma syna o imieniu Yaseen.

## Filmografia
- Chaudhvin Ka Chand (1960) (jako Baby Farida)
- Yeh Raaste Hain Pyaar Ke (1963)
- Jahan Ara (1964) (jako Baby Farida)
- Taqdeer (1967) – Geeta
- Mahal (1969)
- Aradhana (1969) – Renu
- Puraskar (1970) – Reshma
- Naya Raasta (1970) – Radha Pratap Singh
- Gopi (1970) – Nandini
- Devi (1970) – Shobha
- Paras (1971) – Bela Singh
- Khoj (1971)
- Amar Prem (1971) – pani Nandkishore Sharma
- Pyar Ki Kahani (1971) – Lata
- Zindagi Zindagi (1972) – Shyama
- Rivaaj (1972)
- Buniyaad (1972)
- Heera (1973)
- Bobby (1973) – Alka Sharma 'Nikki'
- Achanak (1973)
- Raja Rani (1973) – Anita
- Loafer (film) (1973) – Roopa (córka Gopinatha)
- Naya Din Nai Raat (1974)
- Majboor (1974) – Renu Khanna
- Uljhan (1975) – Kamla
- Sankalp (1975) – Geeta Sehgal
- Khushboo (1975) – przyjaciółka Kusum
- Kala Sona (1975) – Bela
- Do Jasoos (1975) – Hema Khushalchand
- Dhoti Lota Aur Chowpatty (1975) – Rajni
- Dharmatma (1975) – Mona
- Aakraman (1975) – Asha
- Shaque (1976) – pani Subramaniam
- Sabse Bada Rupaiya (1976) – Bindiya/Shobha
- Koi Jeeta Koi Haara (1976)
- Bandalbaaz (1976)
- Kasam Khoon Ki (1977) – Ganga
- Alaap (1977) – Sulakshana Gupta
- Abhi To Jee Lein (1977) – zakonnica
- Aakhri Goli (1977)
- Shatranj Ke Khiladi (1977) – Nafisa, żona Mira
- Palkon Ki Chhaon Mein (1977)
- Naya Daur (1978)
- Ganga Ki Saugand (1978) – Champa (gościnnie)
- Jurmana (1979) – Laila
- Dhongee (1979) – Geeta Khanna
- Patthar Se Takkar (1980)
- Chambal Ki Kasam (1980)
- Abdullah (1980) – Yashoda
- Jwala Daku (1981) – Sita (szwagierka Jwala)
- Yaarana (1981) – Mary (guwernantka)
- Pushpak (1988) – żona Magiciana
- Henna (1991) – Bibi Gul
- Paayal (1992) – Shanti Devi
- Bekhudi (1992) – ciotka
- Kal Ki Awaz (1992) – Akbari
- Dil Aashna Hai (1992) – Razia
- Gardish (1993) – Lakshmi (matka Shivy)
- Mammo (1994) – Mehmooda Begum Anwar Ali "Mammo"
- Laadla (1994) – Gayetri Verma
- Krantiveer (1994) – pani Tilak (matka Pratapa)
- Elaan (1994) – Revati Chaudhry
- Dulaara (1994) – Florence
- Andolan (1995)
- Jawab (1995)
- Veergati (1995)
- Żona dla zuchwałych (1995) – Lajwanti
- Shastra (1996)
- Rajkumar (1996) – Panna (Dai maa)
- Loafer (1996) – Janki Kumar
- Dushman Duniya Ka (1996) – zarządzająca
- Raja Hindustani (1996) – Chachi (ciotka Raja)
- Ajay (1996) – mattka Ajaya
- Saat Rang Ke Sapne (1997) – Yashoda
- Mrityudaata (1997) – Mother Ghayal
- Mohabbat (1997) – Geeta Kapoor
- Judaai (1997) – mama Kajal
- Zor (1997)
- Lahoo Ke Do Rang (1997) – Halima
- Ziddi (1997) – matka Jayi
- Serce jest szalone (1997) – matka Ajaya
- Aflatoon (1997) – matka Raja
- Salaakhen (1998) – matka
- Sobowtór (1998) – pani Chaudhary "Bebe"
- Jab Pyaar Kisise Hota Hai (1998) – matka Komal
- Soldier (1998) – Shanti Sinha
- Coś się dzieje (1998) – pani Khanna (matka Rahula)
- Dil Kya Kare (1999)
- Hindustan Ki Kasam (1999) – matka Ajaya iTauheeda
- Khoobsurat (1999) – Sudha Chaudhary (Dadiji)
- Kaho Naa... Pyaar Hai (2000) – Lily (gospodyni Rohita)
- Dulhan Hum Le Jayenge (2000) – pani Oberoi
- Pukar (2000) – Gayetri Rajvansh
- Khauff (2000) – pani Jaidev Singh
- Kya Kehna (2000) – Rohini Baxi (mama Priyi ])
- Bichhoo (2000) – mama Jeevy
- Tera Jadoo Chal Gayaa (2000) – Pooja's mother
- Gaja Gamini (2000) – Noorbibi
- Farz (2001) – Rukmani Singh
- Zubeidaa (2001) – Mammo
- Po cichu i w sekrecie (2001) – Asha Malhotra
- Lajja (2001) – gość na weeselu
- Moksha: Salvation (2001) – matka Salima
- Czasem słońce, czasem deszcz (2001) – Sayeeda
- Pyaar Diwana Hota Hai (2002) – pani Chaudhary
- The Legend of Bhagat Singh (2002) – Vidyavati
- Badhaai Ho Badhaai (2002) – pani Chaddha
- Kuch Tum Kaho Kuch Hum Kahein (2002) – żona Vishnupratapa
- Deewangee (2002) – pani Goyal
- Pinjar (2003) – pani Shyamlal
- Aapko Pehle Bhi Kahin Dekha Hai (2003) – Jiji
- Kaise Kahoon Ke Pyaar Hai (2003)
- Main Prem Ki Diwani Hoon (2003) – pani Kapoor
- Jaal: The Trap (2003) – Sudha Kaul
- Fun2shh... Dudes in the 10th Century (2003) – pani DiSouza/Hiraka
- Garv: Pride and Honour (2004) – pani Shakuntala Dixit
- Taarzan: The Wonder Car (2004) – pani Chaudhary (mama Devena)
- Pyaar Mein Twist (2005) – pani Arya
- Barsaat (2005)
- Deodhar Gandhi (2006)
- Aryan (2005)
- Laaga Chunari Mein Daag (2007)